# 알렉산드리아 사본

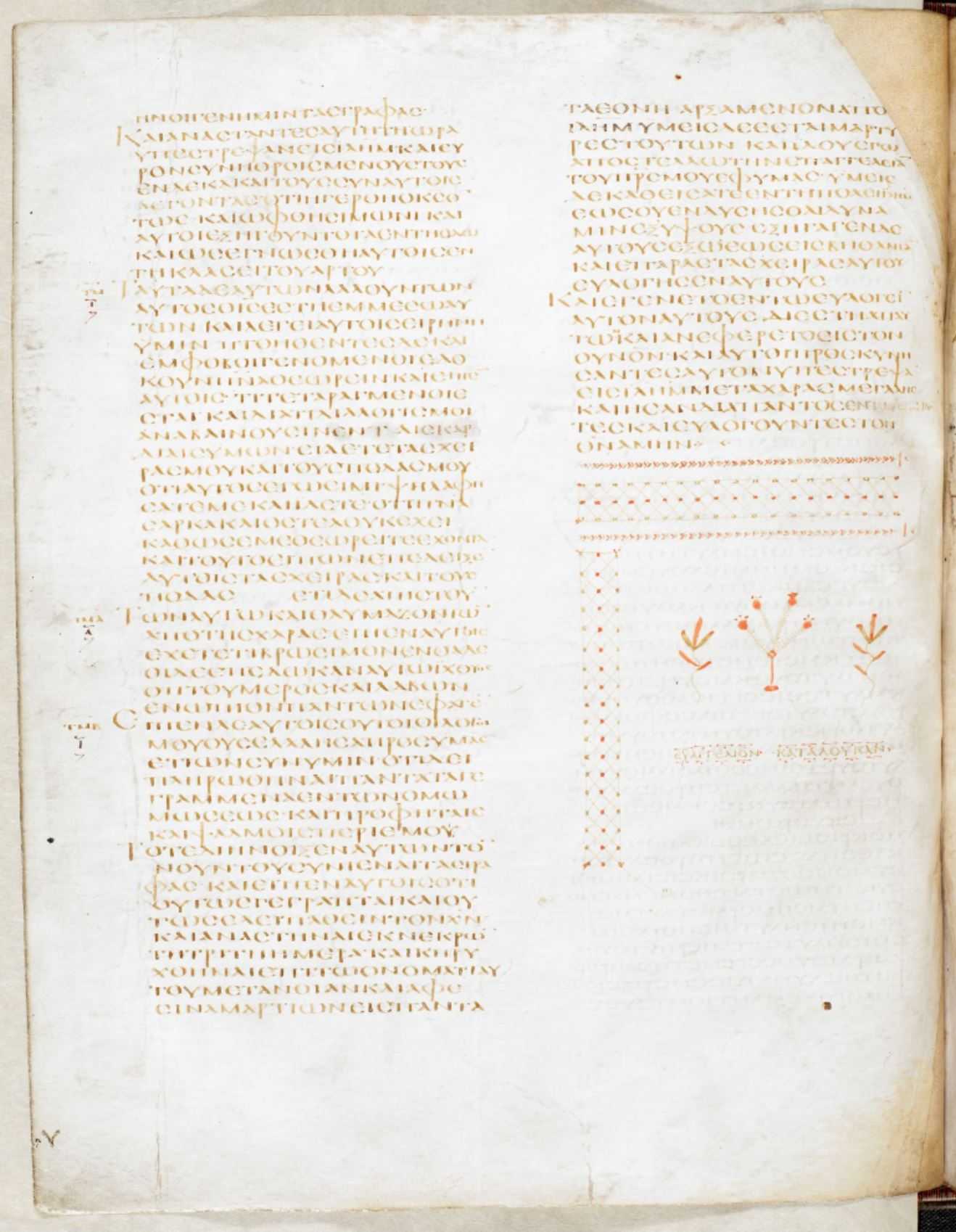

코덱스 알렉산드리누스(Codex Alexandrinus) 또는 알렉산드리아 사본 (대영도서관 소장)은 구약성경의 그리스어 번역판인 칠십인역의 대부분의 권과 신약성경을 포함한, 5세기 경의 그리스어 성경 사본이다. 양피지에 언셜체로 기술되어 있다. 표기 기호는 A이다. 알렉산드리아 사본의 명칭은, 정교회의 콘스탄티노플 총대주교 키릴로스 루카리스에서 유래한다. 시나이 사본, 바티칸 사본과 더불어, 초기 성경 사본 중 하나이다. 시나이 사본이 발견되기 전까지는 영국에서 가장 훌륭한 사본이었다. 당초 820장이 있었다고 전해지나, 773장이 대영박물관의 존 리브래트 갤러리에 전시되어 있다.
마태오 복음서의 대부분, 창세기, 시편, 요한 복음서, 코린토 신자들에게 보낸 둘째 서간의 일부가 빠져 있다.
키릴로스 루카로스는 이집트의 알렉산드리아 총대주교였던 당시에 막대한 서적을 소장하고 있었는데, 콘스탄티노플 총대주교가 되었을 때에 알렉산드리아 사본을 가지고 갔다. 그러나 이슬람교도의 손에 넘어가는 것을 우려하여, 1624년 그는 이 사본을 영국의 왕 제임스 1세에 기증하기 위해 터키의 영국대사에 전달했다. 왕은 사본이 도착하기 전에 서거했기에, 3년후 후계자 찰스 1세에 전해졌다.
공표되었을 당시, 디모테오에게 보낸 첫째 편지 3장 16절의 해석에 관해 논의를 불렀다. 흠정역성서에는 God was manifest in the flesh (하나님께서 육체 안에 나타나시고)로 되어 있으나, 'God'이라 번역된 "ΘC"가 원래는 "OC"(그쪽, 그)라고 읽혀지야 한다고 여겨졌다. 현재는 다른 옛 사본에서 이 부분을 'God'이라고 해석함에 대해 지지하지 않는다는 견해가 거의 일치되어, 대부분의 번역에서는 생략되어 있다.(참고: '그분은 사람으로 이 세상에 오셨고'(공동번역), '그는 육신으로 나타난 바 되시고'(개역한글))

## 같이 보기
- 성경 사본
- 본문 비평